# Europees-Marokkaanse Visserij Partnerschapsakkoord

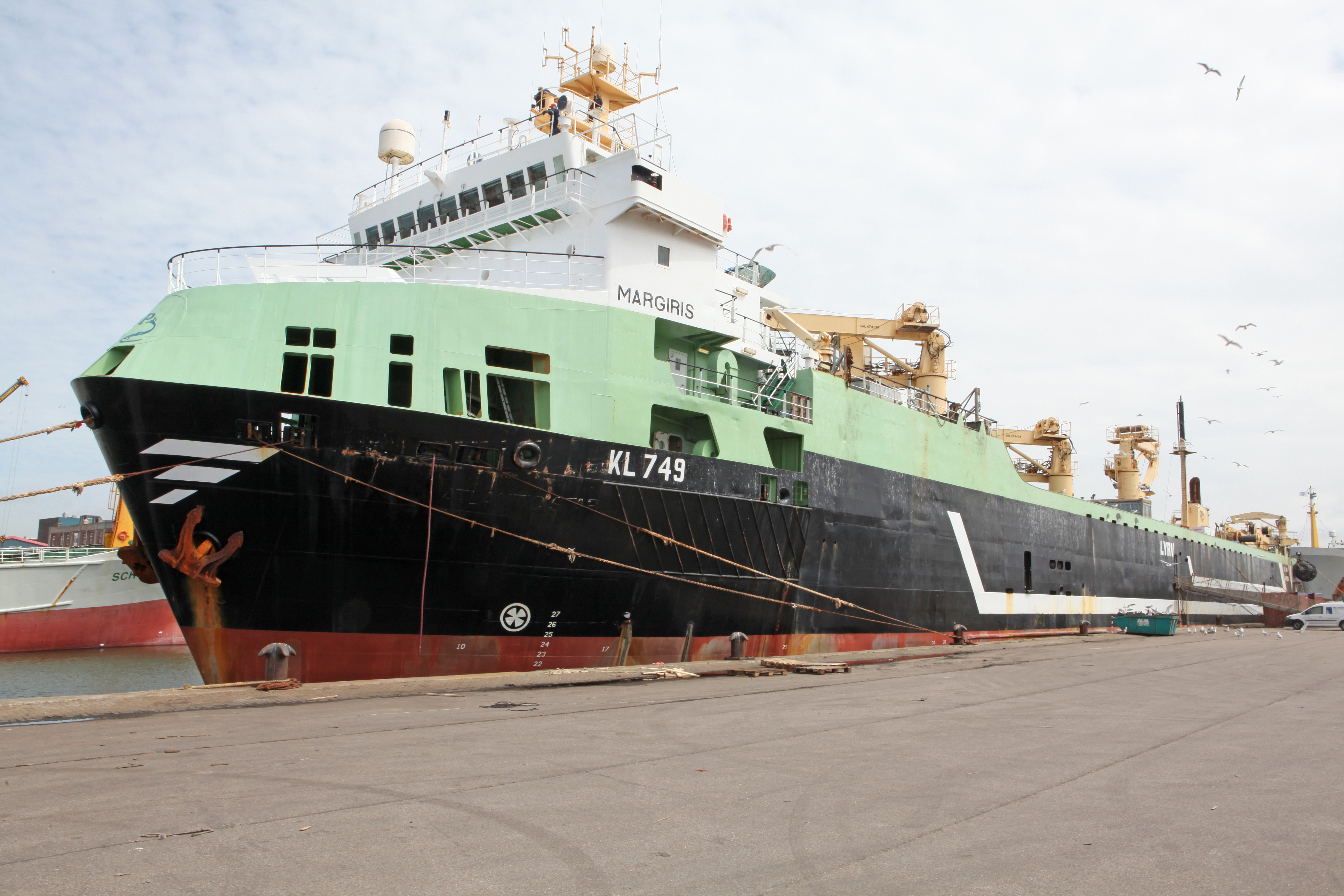
De Margiris, een Nederlandse supertrawler die onder Litouwse vlag viste in Marokkaanse wateren

De Partnerschapsovereenkomst inzake visserij tussen de Europese Gemeenschap en het Koninkrijk Marokko ("FPA") was een visserijakkoord tussen de Europese Gemeenschap en Marokko, waardoor Europese schepen langs de Marokkaanse kusten konden vissen. Het akkoord werd ondertekend op 28 juli 2005, aanvaard op 22 mei 2006 en trad in werking op 28 februari 2007. De FPA is op 18 juli 2019 opgevolgd door een nieuwe partnerschapsovereenkomst.
In ruil voor een financiële bijdrage van 144 miljoen euro, kregen 119 Europese schepen toegang tot de territoriale wateren van Marokko. De FPA wordt beschouwd als een van de belangrijkste visovereenkomsten van de Europese Gemeenschap’. Schepen uit 11 Europese Lidstaten kregen via het akkoord toegang tot de Marokkaanse wateren; het betreft schepen uit Frankrijk, Duitsland, Griekenland, Ierland, Italië, Letland, Litouwen, Nederland, Polen, Portugal en Spanje.
Vanwege de vage territoriale omschrijving was de FPA omstreden. Het akkoord  vermeldt dat Europese visserij kan plaatsvinden in “de wateren waarover het Koninkrijk Marokko de soevereiniteit of de jurisdictie bezit” en laat het aan de Marokkaanse overheid om bepalen waar dat precies is.
Sinds 1975 bezet Marokko het kustgebied van de Westelijke Sahara en beheerst het de aangrenzende wateren. Doordat de Marokkaanse visvoorraden grotendeels uitgeput zijn, gebeuren de grootste vangsten vandaag langs de Saharaanse kusten.

## Historische achtergrond
Bilaterale akkoorden verzekerden de Spaanse en Portugese vloten toegang tot de Marokkaanse wateren, totdat beide Iberische staten in 1986 toetraden tot de Europese Economische Gemeenschap (EEG). Sindsdien onderhandelt de Europese Commissie met Marokko over de visserijakkoorden.
Het eerste visserijakkoord tussen de Europese Gemeenschap en Marokko werd ondertekend in 1988. Onder dit vier-jaar lopende akkoord kregen Spaanse en Portugese boten 800 vislicenties per jaar. Er waren geen beperkingen betreffende kwantiteit of soorten. Marokko ontving 282 miljoen euro als vergoeding.
Het EG-Marokkaanse visserijakkoord uit 1992 bood Marokko betere voorwaarden voor wat betreft de financiële compensatie (310 miljoen euro) en langere biologische rustperiodes. Toch leidden onenigheden over het licentiegebruik tot een vroegtijdige beëindiging in april 1995.
Een aangepast akkoord werd ondertekend in november 1995. De financiële compensatie bedroeg nu 355 miljoen euro, waarvan een deel bestemd was voor de ontwikkeling van de industriële visserijsector, zee-onderzoek en opleiding van Marokkaanse vissers. Toen het akkoord afliep in november 1999 kantte Marokko zich tegen een hernieuwing omdat het de totale uitputting van de visgronden wilde vermijden. Dit veroorzaakte problemen voor de Spaanse en Portugese vloten die de meeste vangstvergunningen benutten die beschikbaar waren volgens de visserijakkoorden van de EG met Marokko. Onderhandelingen voor een nieuw akkoord werden pas aangevat in juli 2005.

## Kritiek en controverse
De FPA kwam onder vuur te liggen omdat het nalaat de zuidelijke grens van Marokko te preciseren in de geografische bepalingen. Tegenstanders van het akkoord vreesden dat Marokko daardoor Europese schepen toegang zou bieden tot de territoriale wateren van de Westelijke Sahara, de voormalige Spaanse kolonie die sinds 1975 grotendeels door Marokko wordt bezet.
Door deze territoriale onduidelijkheid stemde Zweden tegen het akkoord, met als verklaring dat “volgens het volkenrecht de Westelijke Sahara geen deel uitmaakt van het Marokkaanse territorium en er een proces gaande is om tot een rechtvaardige, langdurige en aan weerszijden geaccepteerde politieke oplossing voor het conflict te komen”. Finland, Ierland en Nederland waren het eens met Zweden, maar besloten zich bij de stemming te onthouden. Deze landen brachten wel aparte verklaringen uit waarin ze hun bemerkingen uiteenzetten.
In 2002 stelde de VN Juridische Raad in een Legal Opinion dat de Saharaanse grondstoffen enkel gebruikt kunnen worden indien de oorspronkelijke bevolking van het gebied daarmee akkoord gaat. De auteur van die opinie uitte in 2008 scherpe kritiek op de Europese Unie omwille van het misbruik van zijn analyse bij de goedkeuring van de FPA, omdat het akkoord in strijd zou zijn met het volkenrecht. De VN opinie vond weerklank in de juridische opinie die de juristen van het Europees Parlement afleverden in 2009. Die concludeerde dat het Sahrawi volk niet geconsulteerd was over de FPA en dat er geen enkel bewijs was dat zij baat hebben bij het akkoord, zoals het volkenrecht vereist.

## Notities en referenties
1. ↑  Partnerschapsovereenkomst inzake visserij tussen de Europese Gemeenschap en het Koninkrijk Marokko (2006)
2. ↑  Fisheries Partnership Agreement
3. ↑  Partnerschapsovereenkomst inzake duurzame visserij tussen de Europese Unie en het Koninkrijk Marokko (2019)
4. ↑  Zie bijvoorbeeld: Fish Elsewhere
5. ↑  definitie van "Marokkaanse visserijzone" in artikel 2 sub a
6. ↑  (en) Zunes, Stephen, Morocco and the Western Sahara (1 december 1998). Geraadpleegd op 21 september 2024.
7. ↑  (fr) Portail du Sud Marocain. Gearchiveerd op 22 juli 2011. Geraadpleegd op 25 maart 2023.
8. ↑  (fr) Fiches d'information de Medea (PDF). Gearchiveerd op 3 december 2007. Geraadpleegd op 21 september 2024.
9. ↑  (en) BBC, "EU endorses Morocco fishing deal", 22 maart 2006. Gearchiveerd op 12 mei 2011. Geraadpleegd op 25 maart 2023.
10. ↑  (en) Letter (VN Juridische Raad aan de Veiligheidsraad) (PDF) (29 januari 2002). Gearchiveerd op 7 december 2010. Geraadpleegd op 25 maart 2023.
11. ↑  (en) The legality of exploring and exploiting natural resources in Western Sahara (PDF). Gearchiveerd op 12 augustus 2010. Geraadpleegd op 25 maart 2023.